# Attila Fiola
Attila Fiola (* 17. Februar 1990 in Szekszárd) ist ein ungarischer Fußballspieler.

## Karriere

### Vereine
Im Januar 2009 wechselte Fiola aus der U-19 in die erste Mannschaft von Paksi FC. Sein Debüt in der höchsten ungarischen Liga, der Nemzeti Bajnokság gab er am 18. April 2009, dem 23. Spieltag. Beim 1:1 gegen Zalaegerszegi TE FC kam er in der Schlussminute für Tamás Kiss aufs Feld. In der Saison 2010/11 wurde er mit dem Paksi FC Vizemeister. So kam er in der Spielzeit zu seinem ersten Einsatz in einem internationalen Vereinswettbewerb. In der Qualifikation zur UEFA Europa League 2011/12 kam er in der 1. Qualifikationsrunde gegen UE Santa Coloma aus Andorra zum ersten Mal zum Einsatz.
Am 20. Januar 2015 wechselte er zum Ligakonkurrenten Puskás Akadémia FC. Hier unterschrieb er einen Vertrag bis zum 30. Juni 2018. Als die ungarische erste Liga nach der Saison 2014/15 von 16 auf 12 Mannschaften reduziert wurde, konnte der Verein die Liga halten. Die Saison 2015/16 beendete der Verein aber auf einem Abstiegsplatz.
Fiola war bei Puskás Akadémia FC ein Leistungsträger, trotz des Abstiegs in die 2. Ungarische Liga. Deshalb wechselte er zum 31. August 2016 zum Videoton FC, der seinen Namen 2018 in Vidi FC und 2019 in Fehérvár FC änderte. 

### Nationalmannschaft
Fiola bestritt von 2010 bis 2012 insgesamt 13 Spiele für die U-21 von Ungarn, unter anderem in der Qualifikation für die U-21-Europameisterschaft 2013, in der die Ungarn aber als Gruppenvierte die Endrunde verpassten.
Sein Debüt in der A-Nationalmannschaft bestritt er am 14. Oktober 2014 beim 1:0-Erfolg über die Färöer in der Qualifikation für die EM 2016. Er kam zur 2. Halbzeit für Nemanja Nikolics ins Spiel. Er kam auch in neun weiteren Qualifikationsspielen zum Einsatz, darunter den beiden Relegationsspielen gegen Norwegen, in denen sich Ungarn nach 44 Jahren wieder einen Platz bei der EM-Endrunde sicherte.
Am 9. Mai 2016 wurde er in den vorläufigen EM-Kader berufen und am 31. Mai auch für den endgültigen Kader berücksichtigt.  Nach der Kadernominerung kam er im letzten Testspiel bei der 0:2-Niederlage gegen Weltmeister Deutschland zu einem 82-minütigen Einsatz, bei dem er vom Kicker als einer von zwei Ungarn mit der Note „mangelhaft“ bewertet wurde. Trotzdem stand er im EM-Auftaktspiel gegen Österreich in der Stammelf und spielte über 90 Minuten. Jedoch zog er sich eine Sprunggelenksverletzung zu und konnte in den verbleibenden drei Spielen bis zum Ausscheiden im Achtelfinale nicht mehr eingesetzt werden.
Zur Fußball-Europameisterschaft 2021 wurde er in den ungarischen Kader berufen, kam aber mit diesem nicht über die Gruppenphase hinaus.

## Erfolge
- 1× Ungarischer Meister: 2018
- 1× Ungarischer Pokal-Sieger: 2019